# Gossau (San Gallo)
Gossau (toponimo tedesco) è un comune svizzero di 18 454 abitanti del Canton San Gallo, nel distretto di San Gallo; ha il titolo di città.

## Geografia fisica
Il territorio di Gossau si estende nella pianura tra i fiumi Glatt e Sitter.

## Storia
Il comune politico di Gossau è stato istituito nel 1803; nel 1806 incorporò le località di Arnegg, Erlen, Fronackeren, Geretschwil, Herzenwil, Hölzli, Stöcklen, Wilen e Zinggenhueb, fino ad allora appartenute ad Andwil, e nel 1919 quella di Matten, anch'essa fino ad allora parte del comune di Andwil al quale contestualmente furono cedute le località di Fronackeren, Hölzli, Landegg e Neuegg.

## Monumenti e luoghi d'interesse
- Chiesa parrocchiale cattolica di Sant'Andrea, eretta nel 744 e ricostruita dopo il 1638 e dopo il 1731[3];
- Chiesa parrocchiale cattolica di San Paolo in località Mettendorf, eretta nel 1970[3];
- Chiesa parrocchiale riformata, eretta nel 1896[3];
- Chiesa riformata di Haldenbühl, eretta nel 1900[3];
- Castello di Oberberg, attestato dal XIII secolo[3];
- Rovine della fortezza di Helfenberg, attestata dal 1244 e distrutta nel 1407[3];
- Zoo Walter in località Neuchlen, costruito nel 1961 da Walter Pischl[3].

## Società

### Evoluzione demografica
È la quarta città più popolosa del cantone dopo San Gallo, Rapperswil-Jona e Wil; l'evoluzione demografica è riportata nella seguente tabella:
Abitanti censiti

## Geografia antropica

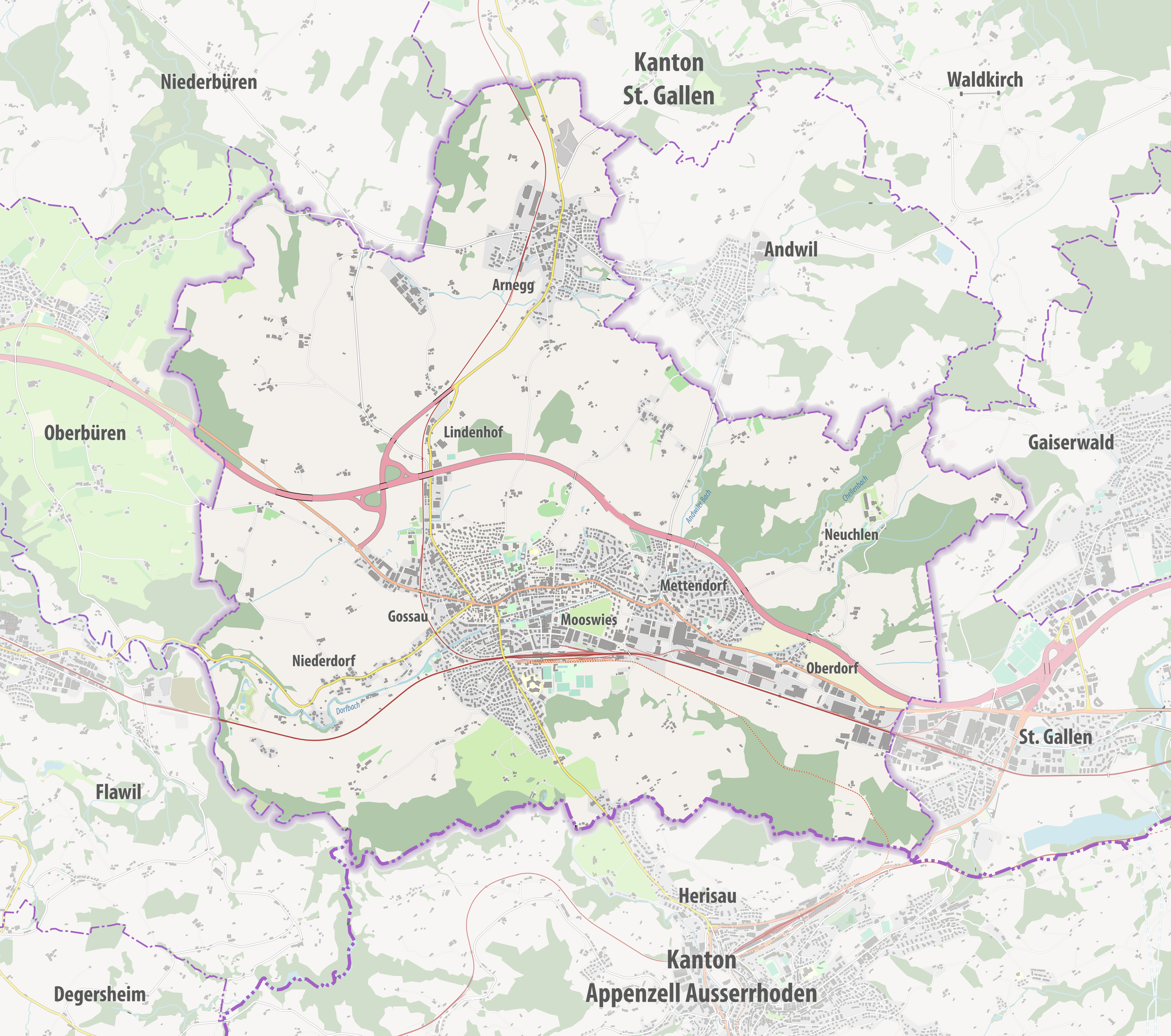
Mappa della città di Gossau nel 2021 con i principali quartieri e frazioni

### Quartieri
I quartieri di Gossau sono:
- Mettendorf
- Niederdorf
- Oberdorf
- Watt

### Frazioni
Le frazioni di Gossau sono:
- Albertschwil
- Arnegg
- Enggetschwil
- Erlen
- Geretschwil
- Herzenwil
- Hochschoren
- Hueb
- Matten
- Neuchlen
- Rain
- Rüeggetschwil
- Rüti
- Stöcklen
- Wilen
- Zinggenhueb

## Economia
L'economia locale si basa prevalentemente sull'industria tessile ed alimentare.

## Infrastrutture e trasporti

### Strade
Gossau è servita dall'omonima uscita sull'autostrada A1/E60 e dalle strade principali 7, 430 e 470.

### Ferrovie

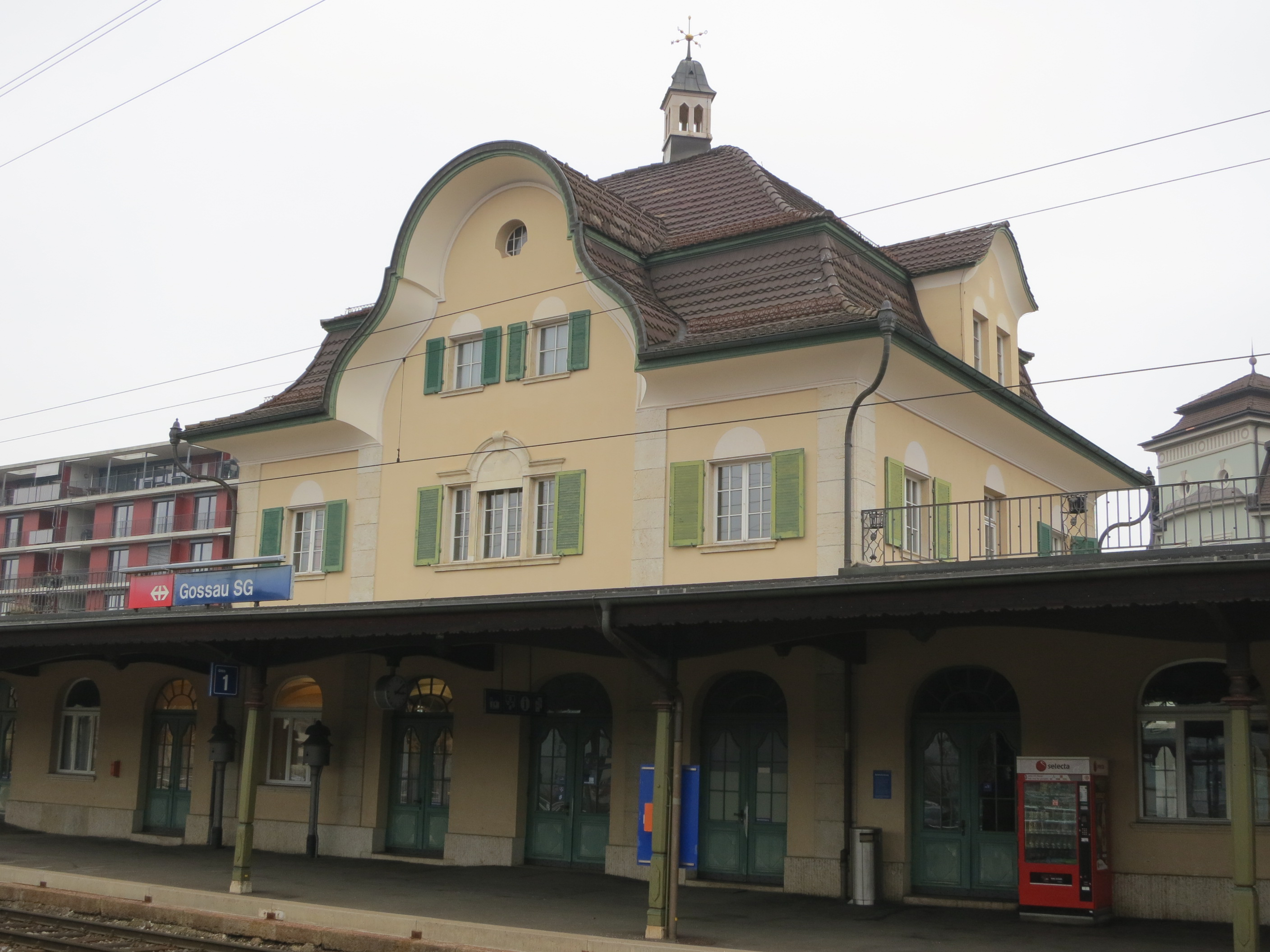
La stazione di Gossau SG

La stazione di Gossau SG sulla ferrovia San Gallo-Winterthur (linee S1 e REX della rete celere di San Gallo) è anche capolinea delle ferrovie Sulgen-Gossau (lungo la quale nel territorio comunale di Gossau sorge anche la stazione di Arnegg; linee S5 e S55 della rete celere di San Gallo) e Gossau-Appenzello (linea S23 della rete celere di San Gallo).